# Mikael Österberg

Mikael Österberg, född 14 mars 1986 i Tyresö församling, Stockholms län, är en svensk före detta ishockeyspelare som spelat i AIK.
Mikael Österberg började i AIK:s juniorlag och gjorde A-lagsdebut hösten 2005. Under de första tre säsongerna i A-laget spelade han 113 matcher, fick 14 poäng samt 156 utvisningsminuter. Han är en tufft spelande back som är en viktig spelare i försvarsspelet för AIK.